# GM Europa Ovini/Saison 2016
Dieser Artikel listet Erfolge und Fahrer des Radsportteams GM Europa Ovini in der Saison 2016 auf.

## Erfolge in der UCI Europe Tour
Bei den Rennen der UCI Europe Tour im Jahr 2016 gelangen dem Team nachstehende Erfolge.
| Datum     | Rennen                      | Kat. | Fahrer         |
| --------- | --------------------------- | ---- | -------------- |
| 3. April  | GP Adria Mobil              | 1.2  | Filippo Fortin |
| 24. April | Banja Luka-Belgrad II       | 1.2  | Filippo Fortin |
| 14. Juni  | 1. Etappe Serbien-Rundfahrt | 2.2  | Filippo Fortin |
| 18. Juni  | 5. Etappe Serbien-Rundfahrt | 2.2  | Filippo Fortin |

## Abgänge – Zugänge
| Zugänge             | Team 2015                      | Abgänge               | Team 2016            |
| ------------------- | ------------------------------ | --------------------- | -------------------- |
| Ivan Balykin        | RusVelo                        | Andrea Cacciotti      | Unieuro Wilier       |
| Federico Borella    | Pala Fenice Franchini          | Daniele Cavasin       | Unbekannt            |
| Federico Burchio    | Lions                          | Marco d’Urbano        | Team Roth            |
| Andrea Di Federico  | Aran Cucine                    | Alessandro Ferrarotti | Unbekannt            |
| Andrea Di Renzo     | Delio Gallina Colosio Eurofeed | José Tito Hernández   | GW Shimano           |
| Fabrizio Galeno     | Coratti-Sannio Bike            | Jordan Parra          | Mundial de Tornillos |
| José Márquez Romero | Controlpack                    | Francesco Pedante     | Unbekannt            |
| Rossano Mauti       | Coratti-Sannio Bike            | Sebastian Stamegna    | Unbekannt            |
| Luca Milano         |                                | Gianfranco Visconti   | Unbekannt            |
| Davide Pacchiardo   | Pala Fenice Franchini          |                       |                      |
| Gianmarco Rossi     | Coratti-Sannio Bike            |                       |                      |

## Mannschaft
| Teamkader 2016                            | Teamkader 2016     | Teamkader 2016 | Teamkader 2016             |
| Name                                      | Geburtsdatum       | Land           | Vorheriges Team            |
| ----------------------------------------- | ------------------ | -------------- | -------------------------- |
| Iwan Balykin                              | 26. November 1990  | Russland       | RusVelo (2015)             |
| Federico Borella                          | 13. Oktober 1989   | Italien        |                            |
| Federico Burchio                          | 21. März 1996      | Italien        |                            |
| Andrea Di Federico                        | 15. Februar 1995   | Italien        |                            |
| Andrea Di Renzo                           | 24. Januar 1995    | Italien        |                            |
| Antonio Di Sante                          | 25. September 1993 | Italien        |                            |
| Filippo Fortin                            | 1. Februar 1989    | Italien        | Bardiani CSF (2014)        |
| Fabrizio Galeno                           | 26. Mai 1997       | Italien        |                            |
| José Márquez Romero                       | 20. Dezember 1990  | Spanien        |                            |
| Rossano Mauti                             | 31. Mai 1997       | Italien        |                            |
| Luca Milano                               | 3. Juni 1997       | Italien        |                            |
| Davide Pacchiardo                         | 30. Mai 1990       | Italien        |                            |
| Gianmarco Rossi                           | 6. März 1997       | Italien        |                            |
| Matteo Rotondi                            | 26. September 1996 | Italien        |                            |
| Andrea Ruscetta                           | 17. Januar 1990    | Italien        |                            |
| Andrey Sazanov                            | 25. Januar 1994    | Russland       | Russian Helicopters (2014) |
|                                           |                    |                |                            |
| Quellen: ProCyclingStats Cycling Archives |                    |                |                            |